# ماثيو ستيفنز
ماثيو ستيفنز (بالإنجليزية: Mathew Stevens) (12 فبراير 1998 في المملكة المتحدة - ) هو ملاكم ولاعب كرة قدم بريطاني في مركز الهجوم. لعب مع نادي بارنت ونادي ريدنغ.

## وصلات خارجية
- ماثيو ستيفنز على موقع قاعدة بيانات كرة القدم.إي يو (الإنجليزية)
- ماثيو ستيفنز على موقع Soccerway.com (الإنجليزية)